# Ибрахим Печеви
Печеви́ Ибраги́м Эфе́нди (тур. İbrahim Peçevi; 1574, Печ — 1650, Буда) — османский историк-хронист. Автор труда, известного под названием «История Печеви» (тур. Tarîh-i Peçevî).

## Биография

### Детство
Ибрагим родился в венгерском городе Печ (отсюда и его имя) в аристократической османской семье. Известно, что его прадед Кара-Давуд, дед Джафар-Бек и отец (чьё имя неизвестно) были алайбеками (командирами полков) в Боснии (из-за чего их род называли Алайбек-огуллары). Мать историка происходила из знатного боснийского рода Соколлу (Соколович). На момент рождения Ибрагима его отец уже жил в городе Печ.
В возрасте 14 лет осиротевшего Ибрагима забирает к себе дядя по матери Ферхад-паша, бейлербей Буды, а со временем другой родственник, анатолийский бейлербей Лала Мехмед-паша. Последний со временем дважды возглавлял османское правительство на посту великого визиря (19 ноября — 28 ноября 1595 и 5 августа 1604 — 21 июня 1606) и вплоть до своей смерти в 1615 году оставался покровителем Ибрагима Печеви.

### Военная служба
В 1594 году Ибрагим вступает в войско и принимает участие в военных походах османской армии в Венгрии. После смерти своего покровителя, Лала Мехмед Паши, Ибрагим начинает службу в государственном бюрократическом аппарате и исполняет обязанности дефтердара в целом ряду городов Румелии и Анатолии.

## «История Печеви»
В 1641 году, то есть уже в пожилом возрасте, Печеви покидает службу и селится в Буде, где и проводит последние годы жизни, сочиняя свой исторический труд.
«История Печеви» охватывает период с 1520 по 1640 годы и является одним из главных источников для изучения османской истории этого времени. Печеви стал первым османским историком, который использовал западные письменные источники: он знал венгерский язык и в его труде есть ссылки на сочинения венгерских историков Каспара Халтаи и Иштванфи.